# Rio Miera
O rio Miera é um rio situado no norte da Espanha, que percorre a comunidade autónoma da Cantábria e desagua na baía de Santander do mar Cantábrico. O seu estuário é conhecido como ria de Cubas [es]. Dá o seu nome ao vale do Miera.